# Pareupelmus
Pareupelmus is een geslacht van vliesvleugeligen uit de familie Encyrtidae. De wetenschappelijke naam van dit geslacht is voor het eerst geldig gepubliceerd in 1951 door Kryger.

## Soorten
Het geslacht Pareupelmus is monotypisch en omvat slechts de volgende soort:
- Pareupelmus diversicornis Kryger, 1951